# Kuinderburcht
Kuinderburcht is de naam van twee opeenvolgende burchten nabij Kuinre, nu gelegen bij Luttelgeest, gemeente Noordoostpolder in de provincie Flevoland.

## Geschiedenis
In de 12de eeuw ontstond de heerlijkheid Kuinre op de grens van Friesland en het Utrechtse Oversticht.

### Kuinderburcht I
De eerste burcht van Kuinre is waarschijnlijk tussen 1165 en 1197 gebouwd. Aan het einde van de 12de eeuw was het in handen van de heer van Kuinre, 'Heynric die Crane', als ministeriaal van de bisschop van Utrecht belast met het toezicht op de plaatselijke ontginningen. De burcht had waarschijnlijk 7 concentrische grachten rondom.
In 1197 werd de burcht door de Friezen verwoest. In 1204 werd op dezelfde plaats een nieuwe burcht gebouwd.

### Kuinderburcht II
In 1378 werd de burcht verlaten en aan de ander oever van de Kuinder een nieuwe burcht gebouwd. Tijdens de Gelderse Oorlogen werd de burcht van 1510-1527 meermalen door Gelre veroverd en door Utrecht heroverd.
In 1531-1536 werd de burcht uiteindelijk afgebroken. De restanten kwamen geleidelijk onder water te staan.

### Drooglegging
Na de inpoldering van de Noordoostpolder in 1942 werd het terrein archeologisch onderzocht. Het terrein van Kuinderburcht I werd de fundering ten dele gereconstrueerd, Kuinderburcht II werd met aarde toegedekt.